# Rufina Baslowa

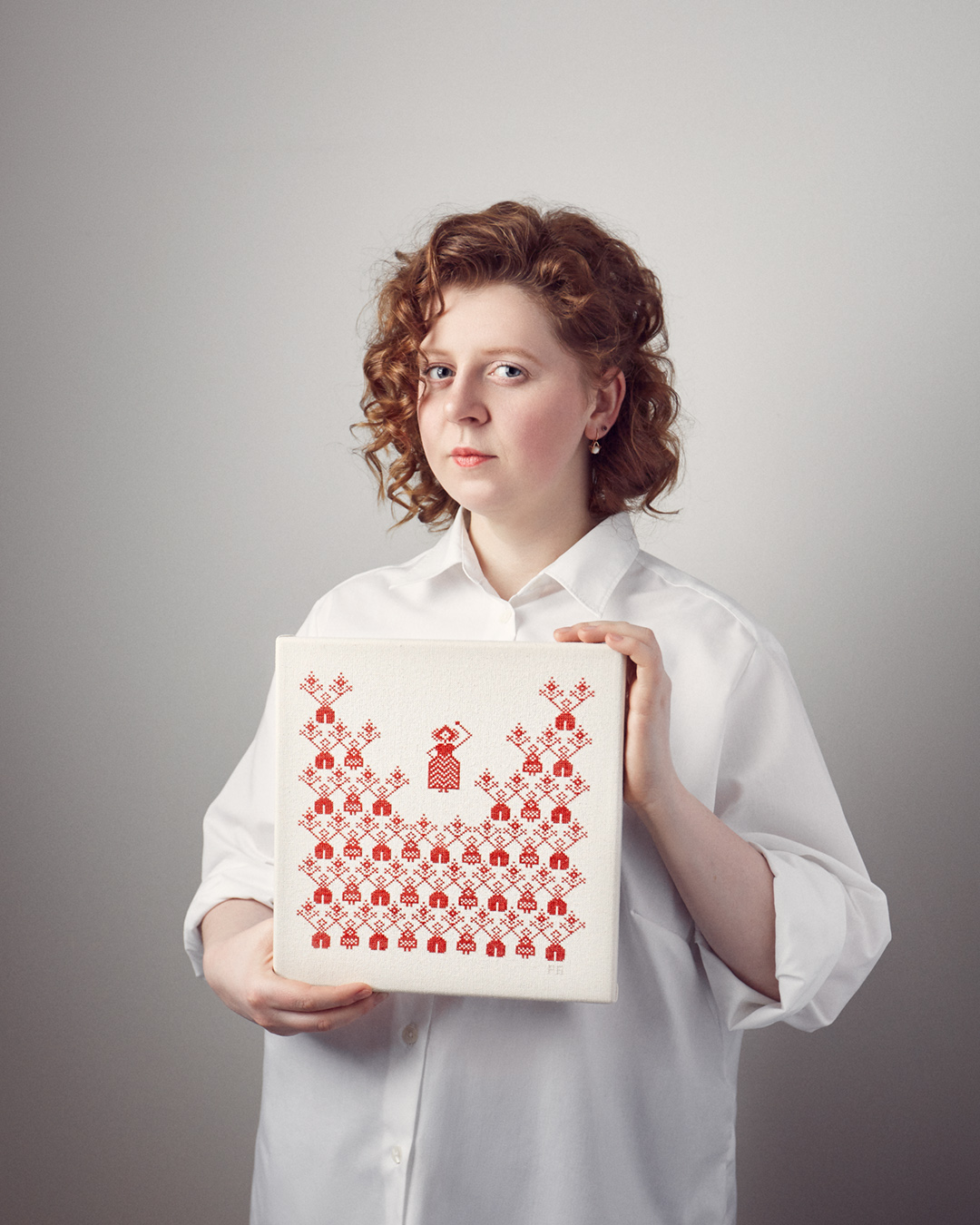
Rufina Baslowa (2022)

Rufina Baslowa (belarussisch Руфіна Базлова, englisch Rufina Bazlova, russisch Руфина Базлова; geboren 1990 in Hrodna, Weißrussische SSR) ist eine in Prag lebende belarussische Künstlerin, die mit ihrer Kunst den von Frauen geprägten demokratischen Widerstand in Belarus darstellt. Sie erlangte internationale Bekanntheit für ihre 2020 entstandene Serie The History of Belarusian Vyzhyvanka, die das traditionelle Stickhandwerk nutzt, um die Proteste in Belarus darzustellen.

## Leben und Wirken
Rufina Baslowa stammt aus der Großstadt Hrodna im Westen von Belarus. Sie studierte in Pilsen und hat in Prag als Bühnenbildnerin und Performance-Künstlerin gearbeitet. Ihren Master-Abschluss für Illustration und Grafikdesign an der Westböhmischen Universität in Pilsen erhielt sie 2015. Sie zog nach Prag und erwarb 2020 einen Bachelor in Szenografie an der Akademie der musischen Künste.
Im August 2020 schlossen sich Tausende Menschen, darunter auch viele Kunstschaffende, den Protesten gegen die Wahl Aljaksandr Lukaschenkas an. Als Reaktion auf den belarussischen Wahlkampf entwarf Rufina Baslowa erste Protest-Stickereien und postete ihre Arbeiten auf Instagram. Baslowa nutzt traditionelle belarussische Stickkunst, um regimekritische Kunst zu schaffen. Die Figuren, die wie Piktogramme wirken, sind in den Nationalfarben Weiß und Rot der weißrussischen Opposition gehalten. Die Technik, rotes Garn mit Kreuzstickerrei auf weißen Stoff zu bringen, beruft sich auf die Wyschywanka-Technik, eine lokale Folklore. Die zunächst harmlos wirkenden Stickereien, welche in der Mehrzahl digital existieren, werden zu Erzählungen und somit zum Zeugnis der belarussischen Massenproteste.
Seit dem frühen Mittelalter werden Wyschywankas, die ostslawischen Muster in Russland, der Ukraine und in Belarus, auf die Kleidung gestickt. Dazu wurde oft rotes Garn verwendet. Damalige Motive handelten von Liebe, der Sonne oder dem Schutz gegen böse Geister. Baslowas Darstellungen zeigen unter anderem Panzer, Hubschrauber, fliehende Menschen und Lastwagen, die Hakenkreuze und Kakerlaken verkippen. Bei den Demonstrierenden in Belarus steht die Kakerlake als Code für Präsident Aljaksandr Lukaschenka, der die Massenproteste in der Folge der mutmaßlich gefälschten Präsidentschaftswahl im August 2020 brutal niederschlug. Baslowas Kunst gibt Einblicke in den von Frauen geprägten demokratischen Widerstand in Belarus.
Rufina Baslowa entwirft ihre Designs digital; die wenigsten Motive werden tatsächlich hergestellt, da die Produktion zu zeitintensiv wäre. Die digital bearbeiteten Wyschywankas dokumentieren die fortlaufende Geschichte des belarussischen Aufstands. Jedes Tableau ist nach Baslowas Angaben einem tatsächlichen Ereignis aus dem Jahr 2020 zuzuordnen. Die Serie The History of Belarusian Vyzhyvanka wurde international bekannt; Vyzhyvanka ist ein Wortspiel aus der englischen Transkription der belarussischen Wörter für „Stickerei“ und „Überleben“. Vyshyvanka (Вышыванка) bedeutet „gesticktes Hemd“. Vyzhyvats bedeutet „überleben“. Im vollkommen gestickten Comic Zhenokol (Feminnature) stellte Rufina Baslowa Themen zum Feminismus in der Volkstradition dar.

„Der ursprüngliche Hintergrund war, dass Frauen, die traditionelle belarussische Ornamente herstellten, weder lesen noch schreiben konnten. Das Sticken war die einzige Möglichkeit, ihr Leben, ihre Umgebung darzustellen. Sie schufen spezielle geometrische Zeichen und verwendeten überwiegend rote Farbe als Symbol für Blut und Leben auf dem reinen Leinenhintergrund, der Freiheit und Reinheit symbolisierte. Belarussische Ornamente sind in gewisser Weise ein Code für unsere nationale Geschichte, der als Text gelesen werden könnte.“

Zusammen mit Sofia Tocar hat Baslowa das Projekt Framed in Belarus, ein soziales Kunstprojekt, begründet, das die Situation von politisch Gefangenen thematisiert. Anlässlich der Karlspreisverleihung im Jahr 2022 stellte Rufina Baslowa aktuelle Arbeiten mit Motiven der friedlichen Revolution in Aachen aus.
Im August 2022 trug der ukrainische Präsident Wolodymyr Selenskyj zur Eröffnung der Woche der Unabhängigkeit ein von Baslowa gestaltetes Hemd. Für das Auswärtige Amt in Deutschland gestaltete Rufina Baslowa 2022 die Neujahrskarte.

## Auszeichnungen (Auswahl)
- 2010: Hauptpreis des internationalen Young Package Award in der Kategorie Comics
- 2021: Zweiter Preis auf der III. Biennale der künstlerischen Textilien in Poznan

## Ausstellungen (Auswahl)
Einzelausstellungen
- 2023: Such a Minsk Installation von Flaggen Das Minsk Potsdam[12]
- 2022: Outpost Kunstverein Dresden
- 2022: Vyžyvanka pro.story Zlín
- 2022: Ein Roter Faden Suermondt-Ludwig Museum Aachen
- 2021: Nici z demokracji (deutsch: Fäden der Demokratie) Galerii Browarna Łowicz[13]
- 2021: The History of Belarussian Vyzhyvanka UCLA Library, Los Angeles[14]

Gruppenausstellungen
- 2023: Appunti su Questo Tempo CasermArcheologica, Sansepolcro
- 2022/23: Politics in Museum für Gegenwartskunst Krakau, Krakau[15]
- 2022/23: What is the Proper Way to Display a Flag? Weserburg Museum für Moderne Kunst, Bremen
- 2022/23: Manifest yourself Künstlerhaus Bethanien, Berlin
- 2022: The Medium is the Message: Flags and Banners The Wende Museum at The Armory, Culver City, USA
- 2021: Demo Mode Society Galerie ASPN in Leipzig
- 2021: Patchwork Le Radar, Bayeux